# Receptor D5 de dopamina
O receptor D5 de dopamina, também conhecido como D5R, é uma proteína que, em seres humanos é codificada pelo gene DRD5. Funciona como um receptor acoplado à proteína G.